# バケアオザメ
バケアオザメ (学名：Isurus paucus)は、ネズミザメ目ネズミザメ科に属するサメの一種。バケアオとも。世界中の暖海域の外洋に広く分布している。アオザメと似るが、本種の方が胸鰭が大きい。

## 分類と系統
カリブ海で採集された3匹の成魚の標本に基づき、1966年にキューバの海洋科学者であるDarío Guitart-Mandayによって科学雑誌『Poeyana』の中で記載された。それまではアオザメと同種と考えられていた。1964年にLamiostoma belyaeviとして化石歯から記載されていたが、本種とは断定できなかったため現在の学名が優先された。種小名 paucus はラテン語で「少ない」を意味し、アオザメと比較して希少であることによる。
アオザメ属（Isurus）に属する現存種は他にアオザメ（I. oxyrinchus）のみである。アオザメ属に最も近縁な現生種はホホジロザメである。オーストラリアのビクトリア州、日本の瑞浪市の瑞浪層群といった、中新世の地層から歯の化石が発見されている。アオザメ属の化石種である I. reverseflexus は本種の祖先か、同種である可能性もある。

## 分布と生息地
世界中の熱帯から温帯海域にかけて広く分布している。ただしアオザメとよく混同されるため、詳細な分布域に関しては明らかでない。大西洋ではアメリカ合衆国東海岸沖のメキシコ湾流に沿って、西はカリブ海とブラジル南部、東はイベリア半島からガーナまで分布し、おそらく地中海とカーボベルデを含む。インド洋ではモザンビーク海峡から報告されている。太平洋では日本と台湾沖、オーストラリア北東部、ミクロネシア北東部の中部太平洋の多くの島々、およびカリフォルニア州南部で記録されている。
外洋に生息し、日中は中深層上部に留まり、夜間は海面表層に浮上する。キューバ沖では水深110 - 220 mで頻繁に漁獲され、ニューサウスウェールズ州沖では水深50 - 190 m、海面温度20 - 24 °Cの場所で頻繁に漁獲される。

## 形態

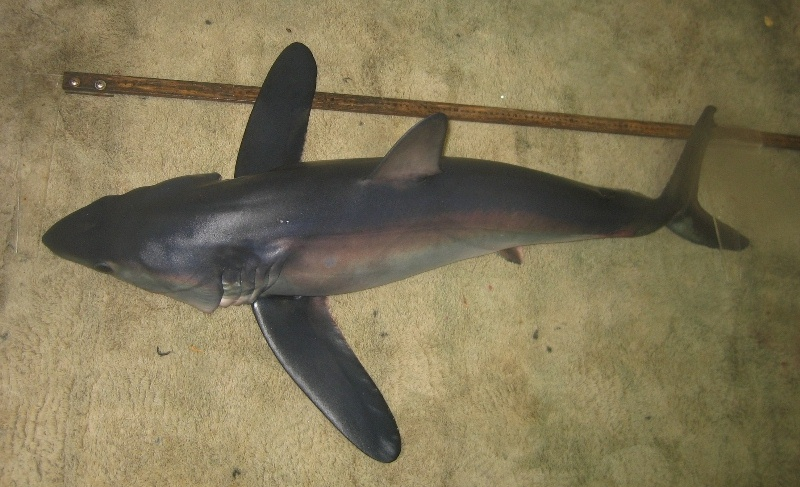
背側から見たバケアオザメ

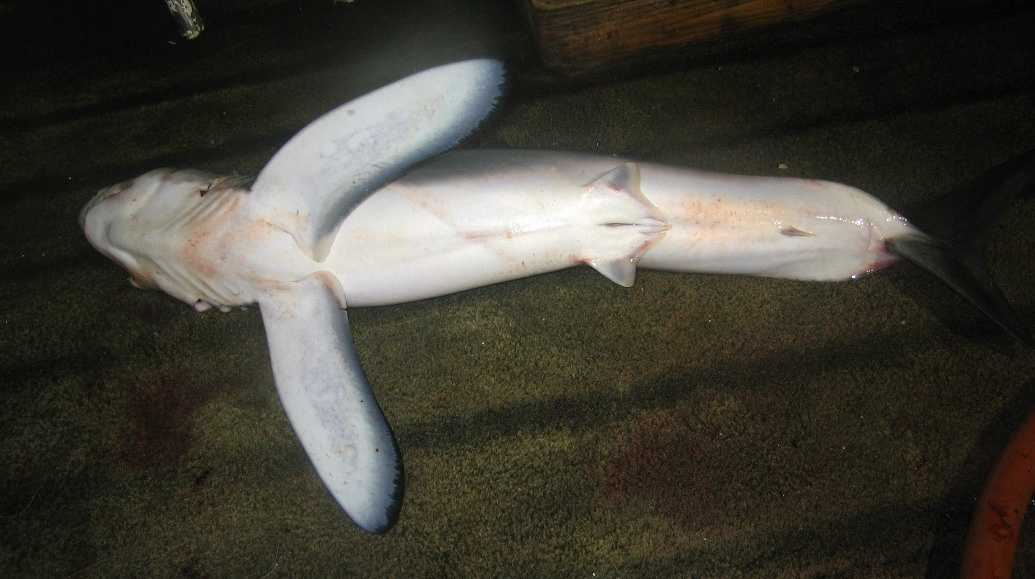
腹側から見たバケアオザメ

アオザメよりも大型で、全長2.5 m、体重70 kgを超え、雌の方が大型化する。記録上最大の個体は、1984年にポンパノビーチで捕獲された全長4.3 mの雌である。大型の個体は200 kgを超え、500 kgに達することもある。雄は190~228cm、雌は230~245cmで成熟する。体は紡錘型で、吻端は尖る。目は同じアオザメと比べてやや大きく、瞬膜は無い。歯は上顎の両側に12 - 13本ずつ、下顎の両側に11 - 13本ずつ並ぶ。歯は大きく、細い三角形で縁は滑らかであり、副咬頭を持たない。前歯は他の歯に比べて特に強大である。これらの形状は獲物の肉を切り裂くのに適している。鰓裂は大きく、頭部まで開いている。
同属のアオザメに非常に近縁であり、両者の形態は酷似しているが、アオザメでは胸鰭長は頭長（吻端から第五鰓裂までの距離）よりも短いのに対し、バケアオザメでは胸鰭長が頭長と等しいかそれより長い。また胸鰭前縁は直線的で、先端は尖らず、丸みを帯びている。この胸鰭の形状から、バケアオザメはアオザメに比べて活発でなく遊泳速度も遅いと考えられている。第一背鰭は大きく、先端が丸く、胸鰭より後方にある。第二背鰭と臀鰭は小さい。尾柄隆起線はよく発達する。尾鰭はほぼ上下対称な三日月形で、上葉の先端近くに小さな切れ込みがある。鱗は楯鱗で、横長の楕円形をしており、後縁には3 - 7 つの突起がある。体色は背側が濃い青から灰色がかった黒で、腹側に行くにつれて白色になる。アオザメでは口の周囲は腹側と同じ白色であるが、バケアオザメでは同じ部位が背側の体色に近い暗青色をしているという違いがあり、この点は成魚で顕著である。胸鰭と腹鰭は背側が暗く、腹側は白く、後縁は鋭い灰色である。他の鰭は暗色で、臀鰭後縁は白色。成魚と若魚では、吻の下、顎の周囲、胸鰭の付け根に薄暗い斑点がある。

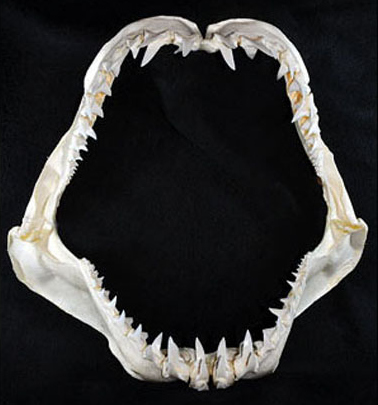
顎標本
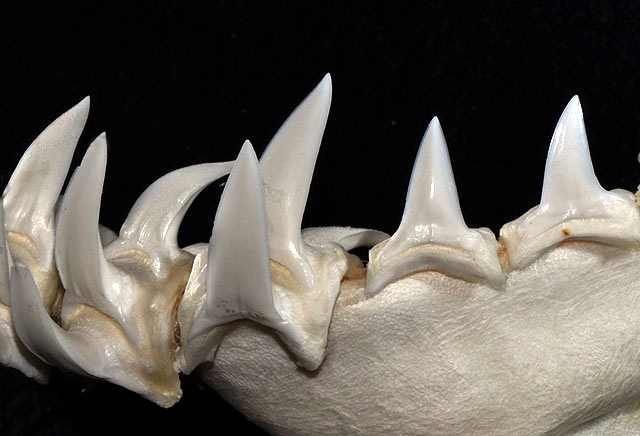
下顎の歯
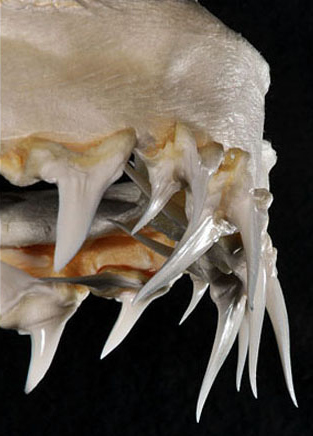
上顎の中心
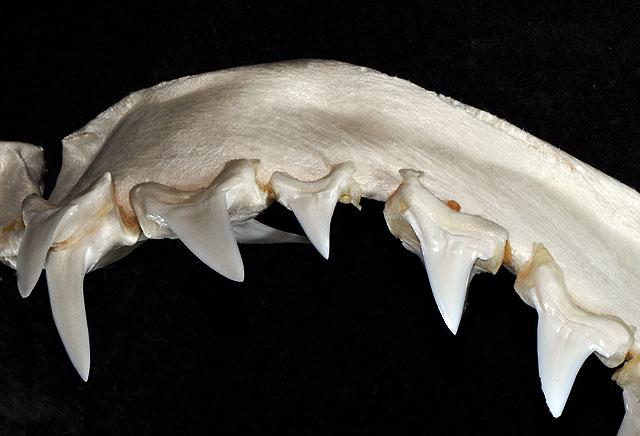
上顎の歯

## 生態
生態については不明な点が多く、西大西洋と中部太平洋では一般的だが、東大西洋ではまれで、漁獲量はアオザメの1,000倍以上である。本種の細い体と長くて幅広の胸鰭は、表層を比較的遅いスピードで移動するヨゴレとヨシキリザメに似ている。これは本種がアオザメよりも活動的でないことを示している。他のネズミザメ科やオナガザメ科のサメにも見られる、毛細血管の熱交換システムである奇網を持つ。これにより体温を周囲の海水よりも高く保つことができる。
本種は目が大きく、光に引き寄せられることから、獲物を視覚で捉えると考えられている。主に外洋性の硬骨魚類や、イカなどの軟体動物を捕食する。1972年、インド洋北東部で腹部にメカジキの吻が刺さった個体が漁獲された。アオザメはカジキを捕食することが知られているが、本種が実際にカジキを捕食したのか、単純にカジキに刺されたのかどうかは不明である。成魚にはシャチ以外の天敵は存在しないが、幼魚は大型のサメに捕食されることがある。
無胎盤性の胎生で、子宮内の胎仔は卵黄の栄養を使い切ると、卵巣から排卵される栄養分を豊富に含んだ無精卵を食べて成長する。雌は2つある子宮にそれぞれ1尾の胎仔を有する。1983年、プエルトリコ近くのモナ海峡で捕獲された全長3.3 mの雌から、8尾の成長した胎仔が発見された。シロワニのように共食いをする証拠は無い。出生時の全長は97 - 120 cmで、アオザメよりも大きく、成魚よりも頭と胸鰭の比率が大きい。フロリダ州沖の捕獲記録によると、雌は冬の間、沿岸の浅瀬に移動して出産する。雄は全長約2 m、雌は全長約2.5 mで性成熟する。

## 人との関わり
バケアオザメによる人身事故は報告されていない。外洋を主な生息域としており、かつ稀な種であることから、人との接触自体がほとんど起こらないためであると考えられる。しかしサイズと歯の形状から判断すると、遭遇すれば事故が起こる可能性は十分にある。主にマグロ類やカジキ類などを対象にした延縄で混獲される。鰭はふかひれとして十分価値があり、フィニング（サメの鰭だけを切り取り、体を海中に投棄する行為。鰭を切り取られたサメは遊泳できなくなる結果、溺死あるいは捕食死する）が行われていることが資源保護や動物愛護の観点から問題になっている。肉も食用になるが、アオザメのものよりも質が劣るとされる。皮膚、軟骨、顎も利用される。
日本の熱帯延縄漁業で頻繁に捕獲されており、時折東京の市場に入荷する。1987年から1994年まで、米国では年間2 - 12 トン漁獲されていた。1999年以降、米国では漁業管理計画の下にある。かつてはキューバの延縄漁において重要な種であり、1971年から1972年にかけて水揚げされたサメの6分の1を占めていた。移動性野生動物種の保全に関する条約の附属書Iに記載されている。北大西洋では、アオザメの個体数が1980年代後半以来40%以上も減少しており、バケアオザメも同様に減少している事が懸念される。2019年、IUCNはその希少さ、繁殖率の低さ、漁業に対する脆弱さにより、本種を絶滅危惧種と評価した。